# Лупус
Системният лупус еритематозус (или още вълчанка) е системно автоимунно заболяване, което може да засегне всеки орган или система на тялото. При автоимунните болести имунната система, която нормално е предназначена да предпазва организма от инфекциозни агенти, чужди тела и тъкани и др., по погрешка „атакува“ собствените тъкани и органи на тялото, при което се образуват автоантитела най-вече срещу съединителната тъкан на организма. Това предизвиква системно възпаление, което уврежда тъканите и органите. Болестта може да засегне която и да е част на тялото, но най-често уврежда сърцето, бъбреците (лупусен нефрит), стави, кожа, бели дробове, кръвоносни съдове и мозък (нервна система) и различни комбинации от органи. Курсът на заболяването е непредсказуем и се характеризира с периоди на висока активност и затихвания (ремисии) с различна продължителност. Заболяването засяга по-често жени, предимно в млада и средна възраст, в съотношение 9:1 спрямо мъжете.
Няма лекарство за лупус. Разработването му е доказано трудно, поради силната индивидуалност на протичането и липсата на цялостно разбиране на причините и механизмите на заболяването. Проявите на системния лупус се третират с препарати, потискащи имунната система: кортикостероиди, имуносупресори, определени видове химиотерапия, като надежди се възлагат и на терапиите с моноклонални антитела.
Лупусът може да бъде фатален. Водещата причина за смъртността е свързана със сърдечно-съдови заболявания, ускорена атеросклероза, исхемия и бъбречна недостатъчност,  Преживяемостта е значително нараснала през последните години, като в първите 5 години след диагностициране достига 95%, след 10 години 90%, 78% след 20 години.

## Етимология
Болестта е наречена лупус (лат. lupus e „вълк“) през 13 век, тъй като обривът се е оприличавал на ухапване от вълк.

## Разновидности на заболяването
Известни са няколко форми на болестта: системна (остра), кожна (дисковидна) и лупус, причинен при употреба на определени наркотици и лекарства.

### Дисковиден ЛЕ
Дискоидният лупус еритематодес (DLE) е характеризиран само с обрив на кожата. Около 20% пациенти със системен лупус еритематодес имат дисковидната разновидност на болестта. Пораженията са остро дефинирани като петна на кожата. Тези поражения са обикновено на лицето или други области, изложени на слънчева светлина. DLE може да причини неравни, плешиви области на скалпа, хипопигментация или хиперпигментация. DLE рядко се развива до системен лупус еритематодес. Около 10% дисковидни пациенти с лупус в края на краищата развиват системен лупус еритематодес.

### Системен ЛЕ
Системния лупус еритематодес (SLE) е хроничен и възпалителен. При SLE тялото развива антитела, които реагират срещу собствената нормална тъкан на човека. SLE може да бъде много агресивно заболяване. Курсът е непредсказуем и индивидуализиран. Лупусът не е заразна болест. Обикновено се развива при млади жени, но много мъже и деца също развиват лупус. Афроамериканци и испаноговорещи имат по-висока честота на заболяемост, отколкото белокожи. Изследванията показват, че има наследствен компонент също. В повечето случаи на SLE околната среда играе роля в развитието на заболяването. Лупус варира от минимални поражения с лека намеса до значителна и фатална повреда на жизненоважни органи като белите дробове, сърцето, бъбреците и мозъка. Заболяването е характеризирано със „сигнални светлини“. Протича с периоди на задълбочаване на заболяването и на ремисии. Периодите на подобрение могат да продължават седмици, месеци или дори години. Заболяването има склонност да се стабилизира през времето. Някои пациенти никога не развиват сериозни усложнения.

### Лупус, причинен от употребата на лекарства
Болестта протича със симптоми, подобни на тези от SLE. Той е обратимо състояние, което обикновено се случва при пациенти, третирани за дългосрочна болест. Симптомите на лупус, причинен от определени наркотици, обикновено изчезват след ремисия. Клиничните симптоми обикновено спадат постепенно след като засягащото лекарство е прекратено. Има около 40 лекарства в употреба, които могат да причинят това състояние, въпреки че най-обикновените лекарства са Procainamide, Hydralazine и Quinidine. Широко разнообразие от наркотици причиняват тази форма на SLE.

## Диагностициране
Тъй като са често срещани и при други заболявания, следните симптоми не са част от диагностичните критерии за SLE, но се смятат за подсказващи: болки на ставите, треска, обриви на кожата, проблеми с бъбреците, фоточувствителност, косопад, язви на устата или носа, мускулни болки, дискомфорт и умора.
Критерии за диагностициране (при изпълнени повече от 4 критерия може да се говори за SLE)
1. Маларни обриви (обриви по бузите), дисковиден обрив
2. Устни язви
3. Косопад
4. Артрит, артралгия
5. Плеврит – възпаление на мембраната около белите дробове или перикардит – възпаление на мембраната около сърцето
6. Бъбречно заболяване (Повече от 0.5 g на ден протеин в урината – протеинурея или клетъчни форми)
7. Неврологично нарушение (пристъпи или психоза)
8. Хематологични нарушения – анемия, левкопения или лимфопения – нисък брой на лимфоцитите или тромбоцитопения
9. Фоточувствителност (излагането на УВ светлина предизвиква обриви или някой от другите симптоми на SLE)
10. Положителен тест за наличието на АNA (антинуклеарни антитела) и dsDNA антитела

## Прогноза
Когато изходът е летален, най-честите причини за това са усложнения с бъбреците, нервната система и сърдечно-съдовата система, както и инфекции вследствие от лекарства, използвани за заболяването. Прогнозата е по-лоша за мъжете и децата, отколкото за жените.
През 50-те години повечето пациенти, диагностицирани със SLE, са живели по-малко от пет години. Напредъкът в диагностицирането и третирането подобряват оцеляването и над 90% от пациентите сега оцеляват повече от десет години, а заболяването протича в по-лек курс. Проучванията на болестта драматично се увеличават в последните години.

## Лечение
Традиционното лечение е комплексно, консервативно и често много токсично.
Обикновено се прилагат противомаларийни средства и/или кортикостероиди Hydroxychloroquine, Azathioprine; Cyclosphamide е използван за сериозен нефрит или други усложнения, повреждащи органите. Прилагат се орално, венозно или локално, но крият рискове и имат сериозни последствия, някои от които са по-опасни от самата болест. Пациенти, които използват стероиди, често могат да развият затлъстяване, диабет и остеопороза. Следователно, стероидите е нужно да бъдат избегнати, където е възможно.
Избягването на слънчева светлина (предотвратявайки проблеми поради фоточувствителност) също може да има някакъв ефект. Съществуват редица алтернативни терапии и природни лечения. Има положителни резултати при опити за третиране на лупус с помощта на пчелно млечице. Данните са на японски автори и са публикувани в медицинското списание „Lupus“.
Третирането от SLE е толкова разнообразно, колкото неговият курс; трудно е да се предскаже кое третиране ще бъде най-ефективно.
Всички терапии обаче имат някои общи черти, а именно – режим на физическа и емоционална почивка, защита от директна слънчева светлина, здравословна диета, точно третиране на инфекциите, анулиране на известни алергени и влошаващи фактори са основите на терапията. В допълнение, за жените пациенти, евентуалната бременност трябва да бъде планирана във времето на ремисия.